# Grupul Wagner
Gruppa Vagnera (în rusă Группа Вагнера) sau Grupul Wagner, cunoscut și sub numele de PMC Wagner, ChVK Wagner sau CHVK Vagner, este o organizație paramilitară rusă.  A fost descrisă de unii ca fiind o companie militară privată (sau o agenție de contractare militară privată), ai cărei contractori ar fi participat la diferite conflicte, inclusiv operațiuni în Războiul Civil Sirian de partea guvernului sirian, precum și, din 2014 până în 2015, în Războiul din Donbas din Ucraina, ajutând forțele separatiste ale republicilor auto-declarate Donetsk și Luhansk. A participat și la Anexarea Crimeii de către Federația Rusă.
Grupul Wagner a fost creat în anul 2013 în regiunea Krasnodar, în sudul Rusiei ca o anexă a GRU (Wagner a fost numele conspirativ al lui Dmitri Utkin, fondatorul grupului). Avea peste 6.000 de membri în decembrie 2017.
Rusia neagă existența Grupului Wagner, dar raportul din 24 aprilie 2020 al Consiliului de Securitate ONU a afirmat că această armată privată a intervenit în Războiul Civil Libian.
Pentru războiul din Ucraina, Grupul Wagner a recrutat cca. 50 de mii de pușcăriași ruși. Dintre aceștia, în ianuarie 2023, doar 10.000 au rămas pe front, restul au murit, s-au predat ori au dezertat.
90% din grup sunt foști prizonieri, această informație a fost confirmată parțial de Ministerul Apărării din Marea Britanie.
Grupul este considerat o organizație teroristă de către Ucraina, Lituania și Estonia.